# 고려청자박물관
고려청자박물관(이전 명칭: 강진청자박물관)은 전라남도 강진군에 있는 공립 박물관이다. 약 30,000종의 고려청자가 수집되어 있다.

## 연혁
- 1997년 9월 강진청자자료전시관 개관

## 같이 보기
- 한국의 토기와 도자기
- 해강도자미술관